# Нопча, Франц
Франц (Ференц) Нопча фон Фельшё-Сильваш (нем. Franz Nopcsa von Felső-Szilvás, венг. Nopcsa Ferenc; 3 мая 1877, близ Сачала, Австро-Венгрия — 25 апреля 1933, Вена, Австрия) — австро-венгерский, а позже венгерский учёный. Нопча известен своими работами в области палеонтологии и геологии Центральной Европы, а также албанистики. Им описан ряд новых таксонов динозавров, развита теория островной карликовости центральноевропейских видов динозавров, он был одним из первых сторонников теории дрейфа материков и возглавлял Королевский венгерский геологический институт. Нопча также был секретным агентом австрийского правительства, в годы, предшествующие Первой мировой войне, ведшим подготовку к албанскому восстанию против османского владычества и провозглашению независимой Албании с ним самим в качестве короля, а во время войны занимавшимся шпионажем в пользу Австро-Венгрии.

## Биография
Ференц Нопча родился в 1877 году близ Сачала (Трансильвания, ныне в составе коммуны Сынтемерия-Орля, Хунедоара, Румыния) в поместье барона Элека (Алексиуса) Нопчи. Его отец, в прошлом гусар, участвовавший в франко-мексиканской войне, впоследствии стал депутатом Национального собрания и вице-директором Венгерской королевской оперы; мать Франца, Матильда, была родом из аристократической семьи из Арада. Франц стал первым из трёх их детей. Дядя Франца, носивший то же имя, был близок к императорскому двору в Вене.
Семья Нопчи была зажиточной, и благодаря её средствам и связям дяди мальчик получил образование в Вене, окончив Терезианум. Дома он выучил венгерский язык, а затем овладел румынским, английским, немецким и французским. В 1895 году, когда ему было 18 лет, младшая сестра Франца Илона показала ему сильно повреждённый череп необычной формы, который нашла на берегу реки в их поместье Сентпетерфалва. Когда Франц показал череп в Вене известному геологу Эдуарду Зюссу, тот опознал его как череп динозавра (это был ранее не описанный утконосый динозавр), но не выразил желания его исследовать, предложив Нопче заняться его изучением самостоятельно.
В Нопче действительно проснулся страстный интерес к палеонтологии и сопутствующим наукам. В домашней библиотеке он самостоятельно изучал геологию, физиологию, анатомию и нейрологию и вёл переписку с европейскими учёными в поисках дополнительных материалов. В 1897 году он поступил на геологическое отделение Венского университета и всего через два года, 22 июля 1899 года, дал свою первую лекцию в Императорской академии наук в Вене. Темой лекции стали окаменелости динозавров в его родной Трансильвании. Уже в этой первой лекции он продемонстрировал одновременно свой талант учёного и пренебрежительное отношение к авторитетам, обрушившись с критикой на систему классификации динозавров, разработанную Георгом Бауром. Он также сделал сомнительный комплимент «отцу» игуанодона Луи Долло, заявив, что работы Долло особенно значительны, учитывая его возраст (Долло к этому времени был 41 год).

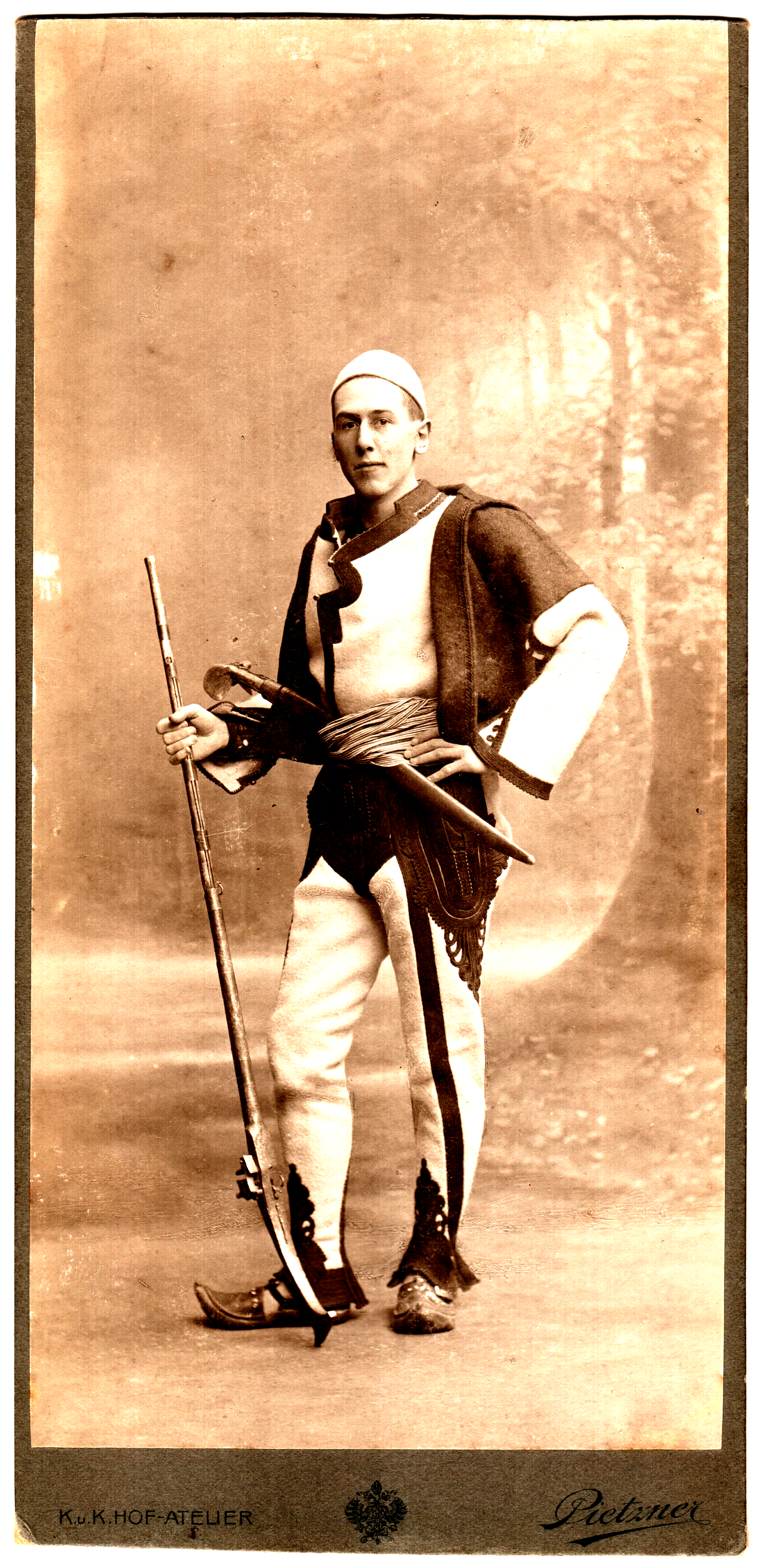
Нопча в албанском национальном костюме

Окончив в 1903 году Венский университет, Нопча не стал искать места в академических организациях, вместо этого занимаясь палеонтологией и геологией частным образом. Он объезжал Европу в поисках окаменелостей. В особенности его привлекала Албания, где он впервые побывал в геологической экспедиции в том же году. Готовясь к очередной поездке, Нопча в 1906 году взял на работу в качестве секретаря албанца Баязида Элмаза Доду, с которым они стали не только близкими друзьями, но и, по всей видимости, любовниками.
Пребывая в Албании, Нопча глубоко ознакомился с местной культурой и обычаями, изучил диалекты албанского и обзавёлся друзьями среди албанских горцев, чьими понятиями о чести восхищался. С 1907 по 1912 год свет увидели четыре монографии Нопчи, посвящённые географии, истории, этнологии и праву Албании. На определённом этапе он начал действовать в Албании не только как учёный, но и как австро-венгерский правительственный агент. Результаты его топографических и культурологических исследований использовала австрийская разведка в рамках подготовки к войне, а сам он планировал снабдить оружием северные албанские племена и возглавить партизанскую войну в горах против османских властей. В случае удачи восстания планировалось создание суверенного албанского государства под протекторатом Австро-Венгрии, а сам Нопча рассматривался как реальный кандидат на роль короля Албании. Однако в ходе конференции 1913 года в Триесте его кандидатуре предпочли немецкого аристократа — князя Вильгельма Вида. После этого Нопча патетически писал Артуру Смиту Вудварду: «Моя Албания мертва». Однако он продолжил сотрудничество с австро-венгерской разведкой, после начала Первой мировой войны собирая для неё сведения в западной Румынии.
После окончания войны и распада Австро-Венгерской империи Нопча утратил доход от родовых владений и был вынужден распродавать свою коллекцию окаменелостей. В 1925 году он был назначен директором Королевского венгерского геологического музея, но не сошёлся характером с коллегами. Последние годы жизни он провёл в Вене, где проживал с Додой в доме № 12 по улице Рингштрассе. Депрессия, от которой Нопча страдал с молодости, усиливалась, и 25 апреля (или рано утром 26 апреля) он напоил Доду чаем со снотворным, когда тот уснул, застрелил его, а затем покончил с собой. Кремация тела Нопчи и похороны Доды на мусульманском кладбище Вены состоялись одновременно; место захоронения праха Нопчи не отмечено.

## Научная работа
Франца Нопчу как учёного отличало нестандартное мышление и готовность к смелым выводам. Американский палеонтолог Дэвид Вейсхемпел писал: «Нопча задавал вопросы, которые больше не задавал никто». Он был всегда готов подхватить новую идею и применить новую методологию и не считался со средствами при решении поставленной задачи. Нопча щедро делился с коллегами результатами своих исследований, даже позволяя им публиковать их под собственным именем. В то же время он был крайне самоуверен, убеждён в собственном интеллектуальном превосходстве в научных спорах, в которых не щадил оппонентов и вёл себя, «как в албанских племенных войнах».
В ходе своих палеонтологических изысканий Нопча описал 25 новых родов пресмыкающихся (в том числе ископаемую черепаху, типовой вид которой назвал в честь Баязида Доды Kallakobotion bajazidi) и пять новых динозавров — Telmatosaurus transsylvanicus, Zalmoxes robustus, Struthiosaurus transylvanicus, Magyarosaurus dacus и Megalosaurus. Четыре описанных им окаменелости стали типовыми экземплярами своих видов. В 1912 году он выдвинул теорию, согласно которой небольшие размеры центральноевропейских динозавров были проявлением островной карликовости — явления, при котором животные, долгое время проживающие на островах, уступают в размерах своим материковым родичам. В 1914 году эта теория была изложена в его статье, а в дальнейшем получила общее признание. Другая теория Нопчи, изложенная им в трёх взаимосвязанных статьях, связывала гигантские размеры динозавров в целом и их последующее вымирание — причиной обоих он считал дисфункцию гипофиза; в целом он много работал на стыке палеонтологии и физиологии, пытаясь понять, как функционировал организм ископаемых животных, и позже стал считаться одним из первых палеобиологов. Уже в наше время вновь стали популярны выдвинутые Нопчей теории о быстро бегающих «предптицах» (лат. proavis) и теплокровности динозавров. Однако в 1920-е годы, после того, как внимание палеонтологического сообщества переключилось на Северную Америку с её богатейшими окаменелостями, Нопча, никогда не бывавший в США и Канаде и более не располагавший средствами на самостоятельную исследовательскую работу, постепенно утратил известность как палеонтолог.
Нопча также разделял передовые взгляды в геологии. Его работа в Албании (в частности исследования тектонической структуры Западных Балкан) помогла ему собрать материал, подкрепляющий новую на тот момент теорию дрейфа материков Альфреда Вегенера. В своей первой публикации на эту тему он не упомянул имени Вегенера, но позже в личном письме признавал его приоритет и сообщал, что гордится быть одним из его первых последователей.
Нопча считается одним из основоположников албанистики. Помимо четырёх монографий об Албании, опубликованных им до Первой мировой войны («Католическая Северная Албания», «Шала и келменди», «Дом и домашняя утварь в католической Северной Албании» и «Доклады о доисторической эпохе и этнологии Северной Албании»), он также напечатал два важных исследования в послевоенный период — «Строения, костюмы и орудия труда Северной Албании» в 1925 году и 620-страничную «Географию и геологию Северной Албании» в 1932 году. Последняя работа считается его наиболее важным трудом в области албанистики. Ещё две книги Нопчи вышли более чем через полвека после его смерти — «Горные племена Северной Албании и их обычное право» в 1993 и мемуары «Путешествия по Балканам» в 2001 году. 54 из его 186 научных публикаций посвящены Албании.